# Amud Mesjid
Amud Mesjid is een bestuurslaag in het regentschap Pidie van de provincie Atjeh, Indonesië. Amud Mesjid telt 344 inwoners (volkstelling 2010).